# Bione di Boristene
Bione di Boristene (Boristene, ... – ...; fl. III secolo a.C.) è stato un filosofo greco antico appartenente alla scuola cinica; vissuto nella prima metà del III secolo a.C. .

## Biografia
Figlio di un commerciante (ex schiavo) e di un'etera, divenne schiavo di un retore che lo liberò lasciandolo erede di tutti i suoi beni. 
Recatosi prima ad Atene, Bione esercitò l'attività di oratore girovago, pronunciando discorsi ispirati al cinismo e allo stoicismo trattati anche con toni umoristici e dando, così, inizio al genere letterario delle διατριβαί (diatribe), la cui invenzione gli viene attribuita. In seguito, a Rodi, tenne una scuola filosofica, influenzato anche dall'essere stato, ad Atene, discepolo del cinico Cratete.

Del suo rapporto col re macedone Antigono Gonata esistono alcuni aneddoti come quello riguardante la sua nascita: «al re di Macedonia Antigono Gonata che gli chiedeva di chi fosse il figlio rispose: 'di un vecchio schiavo furfante e di una prostituta'» e in altri episodi riferiti da Diogene Laerzio.
Stabilitosi, infine, a Calcide, in Eubea, vi morì dopo lunga agonia.
Si ritiene che la cosiddetta testa di filosofo proveniente dal Relitto di Anticitera ed esposta nel museo di Atene raffiguri proprio Bione.

## Pensiero
Bione è considerato l'autore del cosiddetto "cinismo edonistico", poiché i toni severi della dottrina cinica (su influsso del cirenaico Teodoro Ateo) vengono notevolmente attenuati dall'opposta dottrina edonistica: questo diverso cinismo riscosse presso gli intellettuali del tempo un certo favore. Tra l'altro, Bione sosteneva il disprezzo delle opinioni comuni: «non è possibile piacere ai più, se tu non divieni un pasticcio o un vin dolce».